# Harald Andersson (idrottare)
Harald Andersson född Ernst Harold Anderson 2 april 1907 i Stamford USA av svenska föräldrar, död 18 maj 1985 i Nynäshamn, var en svensk idrottsman. Han flyttade till Sverige 1910. Han var aktiv i flera sporter, främst i friidrott (diskuskastning), men även i boxning, bandy och tyngdlyftning..
Hans föräldrar som utvandrat till USA återvände 1910 till Sverige. Han arbetade först som chaufför och verkstadsarbetare i Smedjebacken innan han 1933 anställdes som polis i Falun.

## Främsta meriter
Harald Andersson satte världsrekord i diskuskastning 1934 (52,42) och tilldelades också Svenska Dagbladets guldmedalj detta år. Dessutom deltog han samma år vid EM i Turin där han vann guldmedaljen. 
Han slog det svenska rekordet ett antal gånger mellan år 1930 och 1935 och var förste svensk över 50 meter.
Dessutom vann han fyra SM-tecken mellan 1932 och 1935.

## Karriär

### Friidrott (diskuskastning)
Harald Andersson upptäcktes som lovande kastare 1928. Han tävlade för IK Heros och (från 1933) för IFK Falun. 
Han vann DM i diskus 1928 och 1929. Han slog 27 juli 1930 Oskar Andersson-Zallhagens svenska rekord i diskus från 1916 (45,77) med ett kast på 46,04. 
Under 1931 förlorade han sitt svenska rekord till Anton Karlsson, men han kom tillbaka 1932 genom att slå rekordet vid tre tillfällen. Första gången var 23 juli med ett kast på 46,65. Andra gången var den 28 augusti, när han vann SM med resultatet 47,23. Slutligen gjorde han en sista förbättring för året den 10 september med 48,02. 
1933 förbättrade han sitt svenska rekord ytterligare en gång, den 10 september med 49,68. Detta år vann han dessutom SM, med 47,03.
År 1934 var Harald Anderssons bästa år. Den 5 augusti förbättrade han sitt svenska rekord till 49,80. Den 12 augusti återtog Anton Karlsson rekordet tillfälligt (49,82), men senare samma dag slog Harald till med 50,29 vilket gjorde att han när natten kom fortfarande var rekordhållare. En vecka senare (19 augusti) på SM förbättrade han sitt rekord ytterligare, till 50,44 – vilket också betydde guld i SM.
Sedan, i Oslo den 25 augusti, slog Harald Andersson till med världsrekord. Med 52,42 slog han amerikanen Paul Jessups rekord från 1930 (51,73). Under denna tävling var alla kasten över 50 m. Under året deltog han också i EM i Turin, där han vann guldmedaljen med resultatet 50,38.
1935 förlorade han sitt världsrekord till Tysklands Willi Schröder (53,10). Han vann dock SM en sista gång, på 50,70. I slutet på säsongen (13 oktober) förbättrade han en sista gång sitt svenska rekord i grenen via ett resultat på 53,02, vilket slogs först 1954 av Roland Nilsson. 
Harald Andersson vann i ett antal landskamper (mot Norge 1932-35 samt mot Tyskland 1934). Han blev även engelsk mästare 1935 (och satte engelskt rekord - 51,80).
Inför OS i Berlin 1936 betraktades han som ett av Sveriges främsta hopp i friidrott. Sviterna av en böld i handen förhindrade honom dock från att kvalificera sig för finalen.
Harald Andersson var Sverigeetta i diskuskastning åren 1930 (46,04) samt 1932–35 (48,02, 49,68, 52,42 respektive 53,02).

### Övriga idrottsgrenar
Harald Andersson var också aktiv inom flera andra idrottsdiscipliner. Bland annat vann han 1929 Dalarnas juniormästerskap i lätt tungvikt i boxning. 
Som bandyspelare värvades Andersson 1933 till IFK Falun. Han spelade som center.
I tyngdlyftning tangerade Harald Andersson det svenska rekordet.

## Utmärkelser
Harald Andersson blev 1934 utsedd till Stor grabb nummer 79 i friidrott (diskus). Han tilldelades samma år Svenska Dagbladets guldmedalj för "världsrekordet på 52,42 i diskus".